# Gimnazija Brežice
Gimnazija Brežice je gimnazija v Brežicah, ki stoji v centru mesta, na Trgu izgnancev 14. Gimnazija Brežice je najstarejša srednja šola v Posavju, ki je tudi UNESCO šola v mreži šol Slovenije. Leta 2002 so zaposleni in dijaki šole prejeli občinsko nagrado Občine Brežice za dosežke na področju vzgojno-izobraževalnega dela in izjemne dosežke dijakov na najrazličnejših področjih. Šola je bila prenovljena leta 2013.
Leta 2021 je šola prejela evropsko priznanje za odlične prakse digitalnega izobraževanja - Digitalna šola (Digital Schools Awards).

## Zgodovina šole
V času druge svetovne vojne so Nemci leta 1941 izgnali frančiškane iz takratnega samostana v Brežicah. V naslednjem letu so poslopje samostana preuredili za potrebe novoustanovljene nemške gimnazije. Porušili so samostansko cerkev sv. Antona Padovanskega. V šolskem letu 1942/43 so organizirali osemrazredno nemško gimnazijo, ki so poimenovali Anastasius Grün-Überschule für Jungen, Rann. Nemška gimnazija je bila zelo dobro opremljena z učili. Učni jezik je bil izključno nemški, raba slovenskega jezika je bila strogo prepovedana. Zadnja matura v nemški gimnaziji je bila opravljena marca 1945.
Uradna ustanovitev slovenske gimnazije pa je zapisana v letu 1945. Tedanje ministrstvo za prosveto je 8. septembra 1945 ustanovilo samostojno 8-letno gimnazijo v Brežicah, ki je prevzela prostore, opremo in učila predhodne nemške gimnazije. S poukom je šola pričela 15. oktobra 1945. V prvem šolskem letu je bilo v šolo vpisanih 246 dijakov, ki so bili razporejeni v sedem oddelkov. V desetih letih je število dijakov naraslo na 750. Štirim letom nižje gimnazije je sledila mala matura in nato še štiri leta nadaljevanja šolanja na višji gimnaziji, ki so jo dijaki zaključili z (veliko) maturo. Leta 1953 je prvo maturo uspešno opravilo 22 maturantov. V 50-ih in 60-ih letih 20. stoletja je število dijakov hitro naraščalo. Gimnazijski program je bil pogosto na udaru različnih šolskih reform. Leta 1958 je bila v Sloveniji uvedena 8-letna osnovna šola, brežiška gimnazija se je spremenila v 4-letno izobraževalno ustanovo (prejšnja višja gimnazija). V 70-ih letih 20. stoletja je razvoj srednjega šolstva na Slovenskem zaznamovala reforma združevanja srednjih šol v centre. Tako je prišlo do združitve gimnazije, trgovske šole in dijaškega doma v zavod Šolski center Brežice. V šolskem letu 1994/95 je bila ponovno uvedena splošna matura. Po večletnih organizacijskih oblikah v kombinaciji z ekonomsko in trgovsko šolo je v šolskem letu 1998/1999 ponovno zaživela Gimnazija Brežice kot samostojen zavod. Gimnazija Brežice pa je poleg obstoječega splošno gimnazijskega programa pridobila tudi program ekonomske gimnazije.

## Zgodovina šolske stavbe
Najstarejši del šole predstavljajo prostori nekdanjega frančiškanskega samostana s cerkvijo sv. Antona Padovanskega. Leta 1941 so stavbo zasedli Nemci in jo preuredili v gimnazijo. Cerkev so delno porušili (ladijski del cerkve so podrli v celoti), iz prezbiterija pa so uredili prostore za delovanje šole. Prvi prizidek šoli je bil zgrajen leta 1966. V prizidku so danes učilnice naravoslovnih predmetov, matematike in slovenščine. V začetku šolskega leta 2010/11 se je pričela gradnja novega prizidka šoli.

## Izobraževalni programi
Šola izvaja gimnazijski program v splošnih in športnih oddelkih. V šolskem letu 2004/2005 je brežiška gimnazija kot ena izmed 14 slovenskih gimnazij uvedla program evropskega oddelka, ki ga je izvajala do leta 2014.

## Dejavnosti na šoli

### Mešani mladinski pevski zbor
V letu 2022 se je Mešani mladinski pevski zbor šole udeležil Mladinskega pevskega festivala v Celju.

### Galerija GIGA
Ob prenovi samostanskega dela šole, ki je bila zaključena leta 2013, je v bivšem samostanskem prezbiteriju pričela delovati Gimnazijska galerija GIGA Brežice. Ob otvoritvi galerije je bila na ogled razstava grafičnih listov Labodji spev, avtorice Marije Jenko. V letu 2014 so bile na ogled razstave avtoportretov C'est moi Roka Levičarja, dijaška likovna razstava Rišem, torej sem in avtorska fotografska razstava Zaznavanje Sabine Košir.

### Unesco šola
Šola je vključena v mrežo Unescu pridruženih šol (ASPnet). V projektu sodeluje s projektom Slovenski izgnanci od 1941 do 1945.

### Kulturno-umetniško društvo Franjo Stiplovšek
Društvo deluje na šoli že od leta 1971. V okviru društva se vrstijo likovne razstave dijakov, nastopi šolskega pevskega zbora, literarne in plesne aktivnosti ter gledališke igre. Predsedniki (-ice) društva: Marija Zorko-Lelić (1971-2000), Alenka Šet (2000-2005), Alojz Konec (2005-2020) in od leta 2020 dalje Nataša Šekoranja Špiler.

### Dijaška skupnost na šoli
V letih od ustanovitve šole do osamosvojitve Slovenije so bile predhodnice dijaške skupnosti t. i. mladinske organizacije, ki so se ukvarjale predvsem z delovnimi akcijami na šoli (gradnja atletskega stadiona, pleskanje gimnazijskih prostorov) in z izdajo literarnega glasila ter s prirejanjem kulturnih prireditev.

## Znani dijaki
- Bernarda Žarn - televizijska voditeljica
- Klemen Slakonja - igralec, komik
- Nik Škrlec - igralec
- Sara Dirnbek - igralka
- Urška Klakočar Zupančič - pravnica in političarka
- Peter Dirnbek - slovenski kantavtor
- Žiga Divjak - režiser
- Tomaž Lisec - politik
- Kamila Volčanšek - slikarka in ilustratorka
- Milena Šoukal - biolog, fotograf
- Slavko Cerjak - gledališki in filmski igralec
- Andrej Vizjak - politik
- Jurij Rovan - atlet, atletski trener
- Iztok Kapušin - nogometaš, nogometni trener
- Zvonimir Katić - zobozdravnik
- Janez Plestenjak - profesor
- Damjan Kozole - filmski režiser
- Brigita Šuler - pevka
- Tatjana Avšič Županc - mikrobiologinja
- Dimitrij Bartenjev - zobozdravnik
- Primož Povhe - kirurg, ortoped
- Janez Banič - veterinar
- Adolf Bibič - pravnik
- Franc Bogovič - politik, agronom
- Anja Bah Žibert - političarka
- Slavko Cerjak - igralec
- Bojan Petan - poslovnež, pravnik, politik
- Tomaž Lisec - politik
- Dejan Učakar - skladatelj
- Dušan Dornik - odvetnik, politik
- Tamara Vonta - novinarka, političarka
- Alojz Završnik - častnik, obrambni ataše
- Igor Zorčič - odvetnik, politik
- Bojan Rugelj - gospodarstvenik, politik
- Matej Recer - igralec
- Jože Toporišič - jezikoslovec
- Maruša Mavsar - pisateljica, novinarka, urednica
- Stanka Hrastelj - pesnica in pisateljica
- Vinko Hrastelj - igralec
- Vita Majce - biologinja
- Žan Koprivnik - igralec
- Milan Jazbec - diplomat in politik
- Ivan Kristan, pravnik
- Jože Ciuha - slikar (nemška med 2. sv.v.)
- Rebeka Dremelj - pevka

## Prijateljske šole
- Lycée Thérèse Planiol de Loches, Loches
- Heimschule Lender, Sasbach
- Prva kragujevačka gimnazija, Kragujevac
- Siikalatvan lukion, Siikalatva
- Liceo Classico Pietradefusi, Dentecane
- Gimnazija Dobri Daskalov, Kavadarci
- Srednja šola Mihajlo Petrović Alas, Ugljevik
- Gimnazija Antuna Gustava Matoša, Samobor

## Slike
- Pogled na vhod Gimnazije Brežice
- Pogled na prenovljeno GB
- Vhod v Gimnazijo Brežice
- Stranski pogled na najstarejšo srednjo šolo v Posavju
- Gimnazija Brežice
- Športna dvorana Gimnazije Brežice